# Casa Real de Karađorđević
El título de este artículo contiene los siguientes caracteres: đ y ć. En caso de no estar disponibles, el nombre puede ser representado como Casa Real de Karadjordjevic.

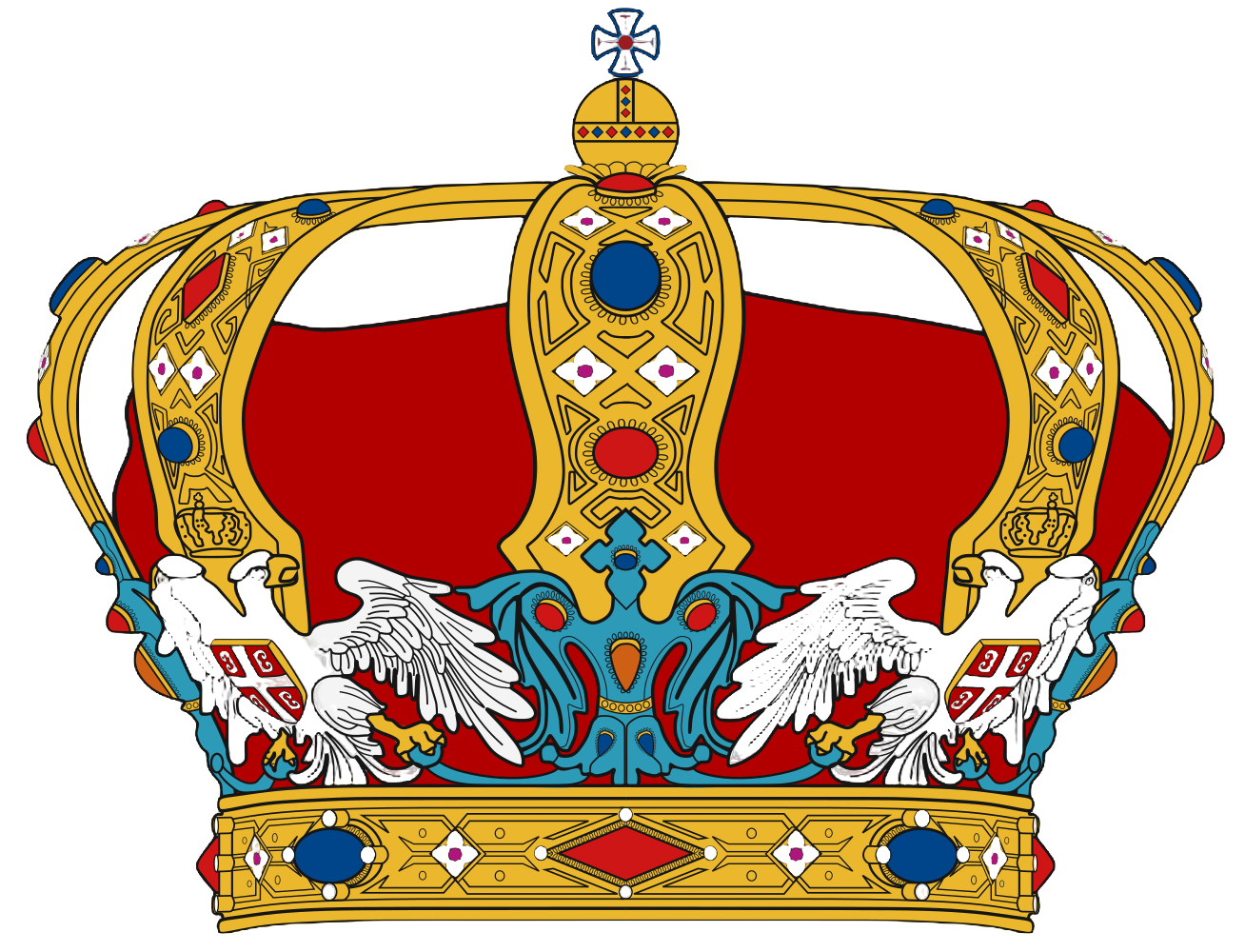
Corona de la Familia Real.

Los Karađorđević o Karageorgevich (en cirílico: Карађорђевић, en español escrito como Karadjordjevic, Karageorgevic o Karageorgevich) son una familia de aristócratas de Serbia que han dado varios príncipes y reyes al país y a Yugoslavia. Originada por Đorđe Petrović, también conocido como Karađorđe (Karageorge), esta familia fue rival de los Obrenović compitiendo por el poder en Serbia. Los Karađorđević reinaron en Serbia desde 1842 hasta 1858 y de 1903 a 1918; tras la Primera Guerra Mundial reinaron en Yugoslavia de 1918 a 1945, perdiendo finalmente el trono tras la Segunda Guerra Mundial, cuando el partido comunista subió al poder en Yugoslavia en noviembre de 1945 y se instauró una república.

## Historia
La dinastía Karađorđević se remonta a Đorđe (Jorge) Petrović «Karađorđe», un campesino y jefe de clan. En 1804, Karađorđe se distinguió durante la Primera insurrección Serbia contra los turcos y estableció un gobierno en Belgrado. En 1808, Karađorđe fue designado como «hospodar» o señor de Serbia. Mas en 1813, el Imperio otomano se reapoderó de Serbia y Karađorđe hubo de abandonar el país con su familia. Cuando Miloš Obrenović dirigió en 1815 la Segunda insurrección serbia contra los turcos, fue designado príncipe hereditario de Serbia, contribuyendo así a la rivalidad entre los Karađorđević y los Obrenović. Al ser obligado Miloš Obrenović a abdicar en 1839, Alejandro, el hijo de Karađorđe, fue príncipe de Serbia de  1842 a 1858, pero debió abdicar en favor de Miloš Obrenović, el antiguo príncipe retornado del exilio.
Tras el asesinato de Alejandro, rey de Serbia en 1903, el parlamento serbio concedió el trono al príncipe Pedro Karađorđević, hijo del príncipe Alejandro Karađorđević. Reinó como Pedro I de Serbia. El último Karađorđević en el trono fue el rey Pedro II, hasta 1945.
Actualmente los Karađorđević son pretendientes al trono de Serbia. El jefe de la familia, el príncipe Alejandro, vive en Belgrado desde 2001 en el antiguo complejo real.

## Galería

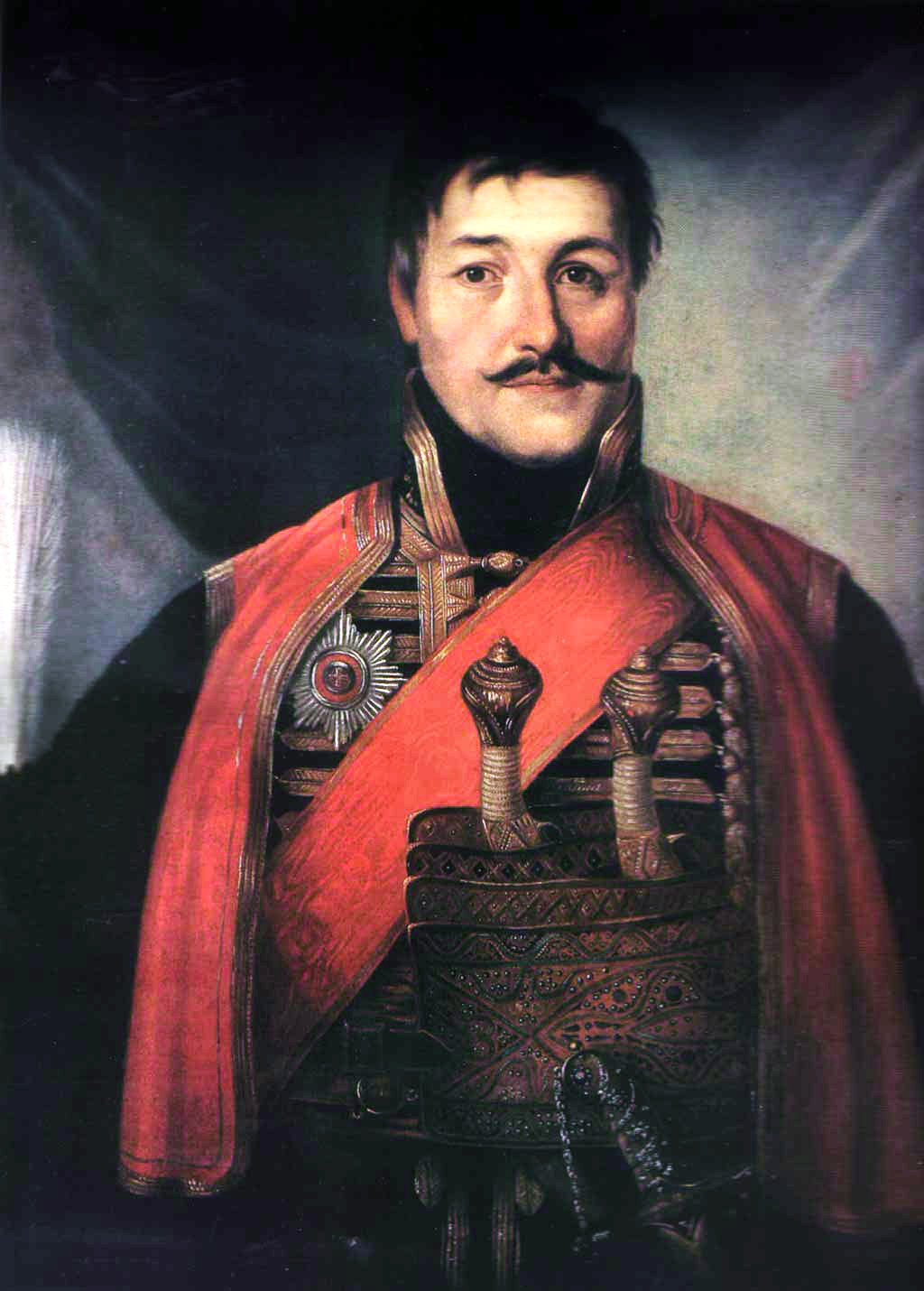
Karađorđe Petrović
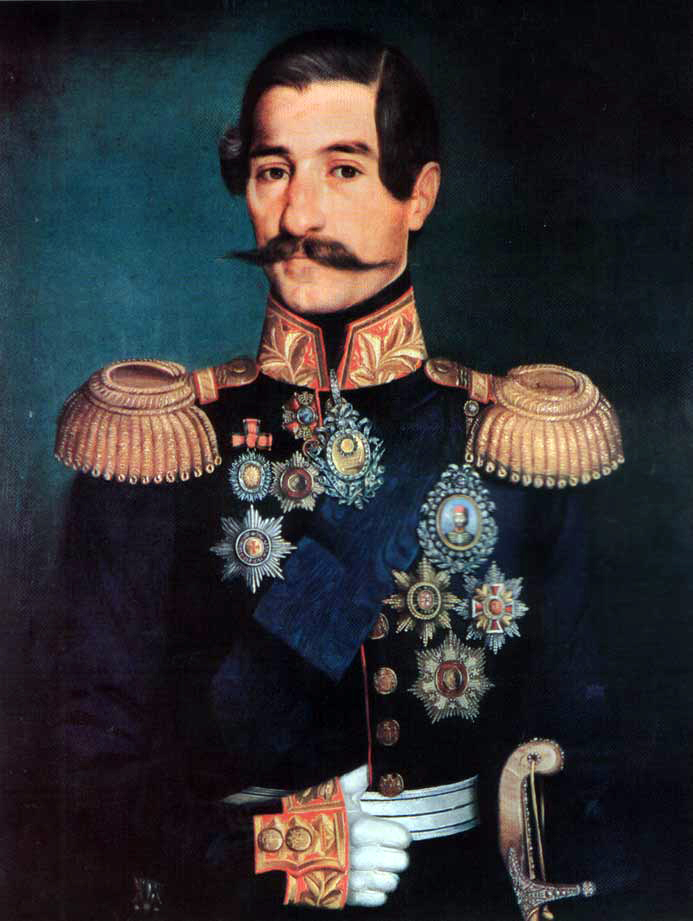
Príncipe Alejandro
Pedro I de Serbia
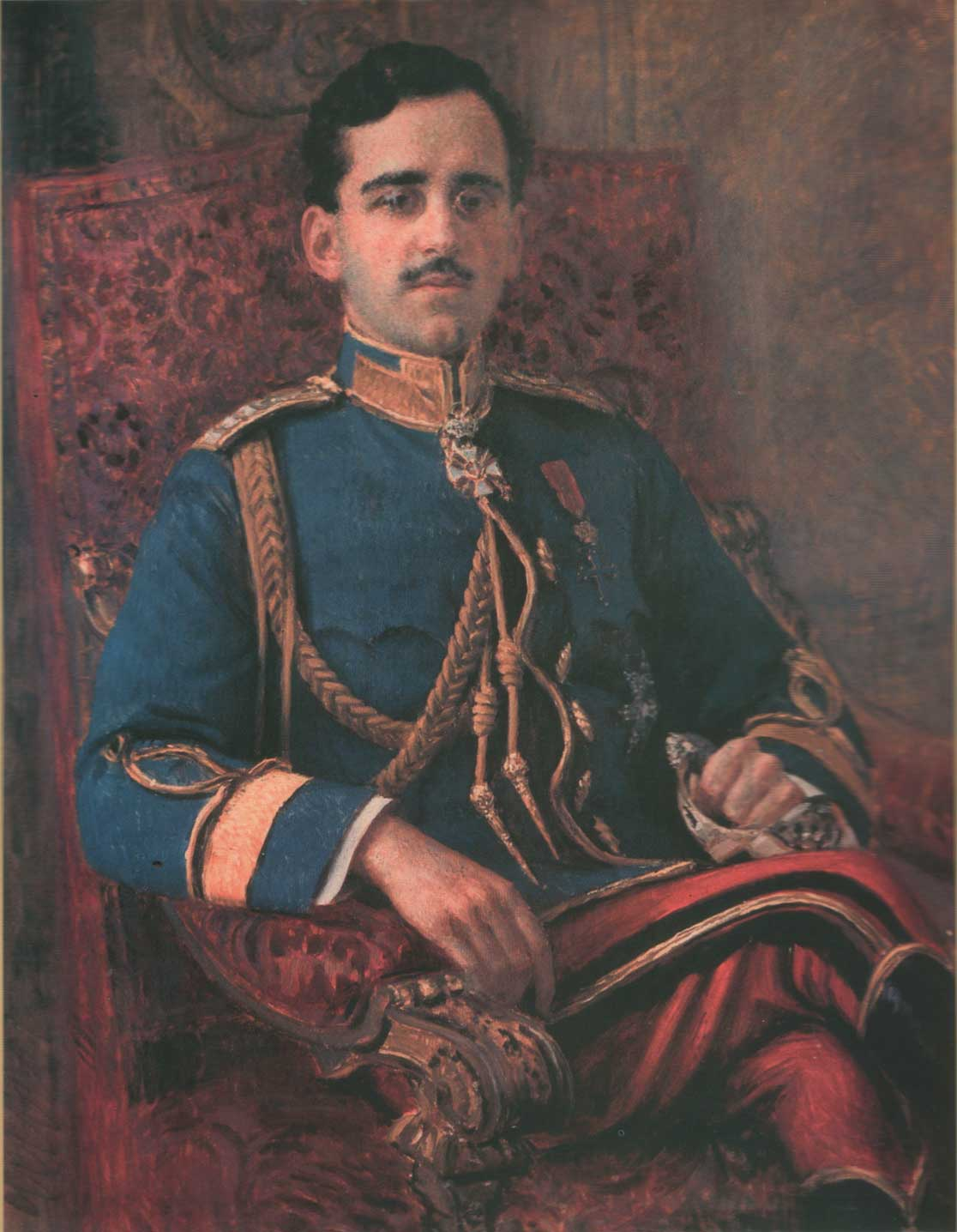
Alejandro I de Yugoslavia
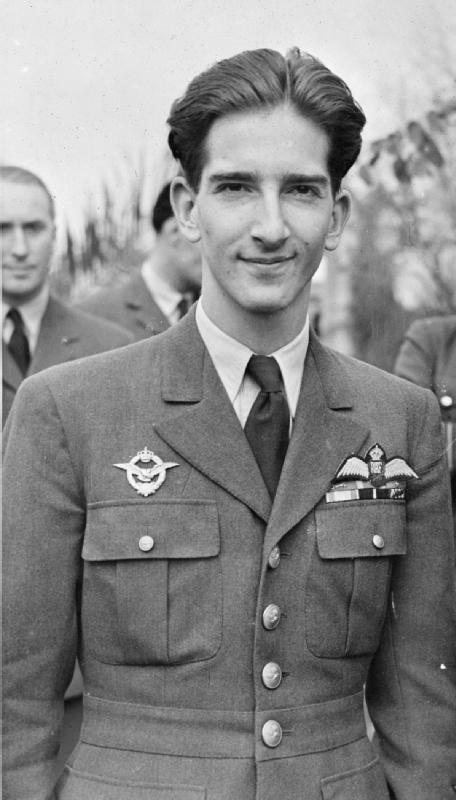
Pedro II de Yugoslavia